# دوانفن
دوانفن (به لاتین: Duanfen) یک شهرک در جمهوری خلق چین است که در تایشان واقع شده‌است. دوانفن ۳۰۰ کیلومتر مربع مساحت و ۶۰٬۶۰۰ نفر جمعیت دارد.